# Aalborg 89ers
Gli Aalborg 89ers sono una squadra di football americano di Aalborg, in Danimarca, fondata nel 1988. 
Fino al 2022 sono stati una sezione della polisportiva Aalborg Boldspilklub.
Hanno vinto un titolo di secondo livello.
Nel 2020 hanno partecipato alla Nationalligaen e alla 1. division in collaborazione coi Midwest Musketeers.

## Dettaglio stagioni

### Tornei nazionali

#### Campionato

##### Nationalligaen
| Stagione | regular season | regular season | regular season | regular season | regular season | regular season | playoff | playoff | playoff | playoff | playoff | playoff        | playoff               |
|          | Vin            | Par            | Per            | Tot            | PF             | PS             | Vin     | Per     | Tot     | PF      | PS      | risultato      | avversaria            |
| -------- | -------------- | -------------- | -------------- | -------------- | -------------- | -------------- | ------- | ------- | ------- | ------- | ------- | -------------- | --------------------- |
| 2010     | 1              | 0              | 9              | 10             | 115            | 357            | -       | -       | -       | -       | -       | -              | -                     |
| 2011     | 5              | 0              | 3              | 8              | 170            | 121            | 0       | 1       | 1       | 0       | 14      | Wild Card      | Herlev Rebels         |
| 2012     | 5              | 0              | 5              | 10             | 197            | 228            | 0       | 1       | 1       | 18      | 35      | Wild Card      | Herlev Rebels         |
| 2013     | 2              | 0              | 8              | 10             | 126            | 349            | 1       | 0       | 1       | 36      | 14      | Spareggio      | Odense Swans          |
| 2014     | 4              | 0              | 6              | 10             | 191            | 285            | 1       | 0       | 1       | 50      | 0       | Spareggio      | Odense Swans          |
| 2015     | 1              | 0              | 9              | 10             | 89             | 293            | 1       | 0       | 1       | 26      | 6       | Non retrocessi | Copenhagen Tomahawks  |
| 2016     | 4              | 0              | 6              | 10             | 204            | 242            | 0       | 1       | 1       | 8       | 14      | Wild Card      | Amager Demons         |
| 2017     | 4              | 0              | 6              | 10             | 151            | 258            | 0       | 1       | 1       | 22      | 34      | Wild Card      | Aarhus Tigers         |
| 2018     | 5              | 0              | 5              | 10             | 247            | 313            | 1       | 1       | 2       | 45      | 49      | Semifinale     | Copenhagen Towers     |
| 2019     | 5              | 0              | 5              | 10             | 428            | 354            | 1       | 1       | 2       | 80      | 86      | Semifinale     | Copenhagen Towers     |
| 2020     | 2              | 0              | 2              | 4              | 130            | 164            | -       | -       | -       | -       | -       | [ 2 ]          | -                     |
| 2021     | 2              | 0              | 4              | 6              | 130            | 170            | 1       | 1       | 2       | 77      | 85      | Terzo posto    | Triangle Razorbacks   |
| 2022     | 1              | 0              | 5              | 6              | 126            | 269            | 0       | 1       | 1       | 30      | 51      | Semifinale     | Søllerød Gold Diggers |
| 2023     | 5              | 0              | 3              | 8              | 299            | 253            | 0       | 1       | 1       | 28      | 44      | Semifinale     | Søllerød Gold Diggers |
| Totale   | 46             | 0              | 76             | 122            | 2513           | 3656           | 6       | 9       | 15      | 420     | 432     |                |                       |

Fonti: Enciclopedia del Football - A cura di Massimo Mezzetti

##### Danmarksserien Kvinder
| Stagione | regular season | regular season | regular season | regular season | regular season | regular season | playoff | playoff | playoff | playoff | playoff | playoff       | playoff    |
|          | Vin            | Par            | Per            | Tot            | PF             | PS             | Vin     | Per     | Tot     | PF      | PS      | risultato     | avversaria |
| -------- | -------------- | -------------- | -------------- | -------------- | -------------- | -------------- | ------- | ------- | ------- | ------- | ------- | ------------- | ---------- |
| 2022     | 2              | 0              | 2              | 4              | 112            | 50             | -       | -       | -       | -       | -       | Secondo posto | -          |
| Totale   | 2              | 0              | 2              | 4              | 112            | 50             | -       | -       | -       | -       | -       |               |            |

Fonti: Enciclopedia del Football - A cura di Massimo Mezzetti

##### Danmarksserien
| Stagione | regular season | regular season | regular season | regular season | regular season | regular season | playoff | playoff | playoff | playoff | playoff | playoff   | playoff           |
|          | Vin            | Par            | Per            | Tot            | PF             | PS             | Vin     | Per     | Tot     | PF      | PS      | risultato | avversaria        |
| -------- | -------------- | -------------- | -------------- | -------------- | -------------- | -------------- | ------- | ------- | ------- | ------- | ------- | --------- | ----------------- |
| 2012     | 3              | 0              | 7              | 10             | 164            | 289            | -       | -       | -       | -       | -       | -         | -                 |
| 2014     | 0              | 0              | 10             | 10             | 0              | 500            | -       | -       | -       | -       | -       | -         | -                 |
| 2015     | 6              | 0              | 4              | 10             | 288            | 235            | 0       | 1       | 1       | 6       | 56      | Wild Card | Slagelse Wolfpack |
| 2016     | 6              | 0              | 4              | 10             | 236            | 146            | -       | -       | -       | -       | -       | -         | -                 |
| 2017     | 5              | 0              | 4              | 9              | 120            | 188            | 0       | 1       | 1       | 12      | 58      | Wild Card | Kolding Guardians |
| 2018     | 1              | 0              | 3              | 4              | 28             | 154            | -       | -       | -       | -       | -       | -         | -                 |
| 2019     | 3              | 0              | 8              | 11             | 222            | 318            | -       | -       | -       | -       | -       | -         | -                 |
| Totale   | 24             | 0              | 40             | 64             | 1058           | 1830           | 0       | 2       | 2       | 18      | 114     |           |                   |

Fonti: Enciclopedia del Football - A cura di Massimo Mezzetti

### Riepilogo fasi finali disputate
| Anno              | Luogo    | Evento         | Fase del torneo      | Incontro                                         | Risultato     |
| 18 settembre 2011 |          | Nationalligaen | Wild Card            | AaB 89ers - Herlev Rebels                        | 0 - 14        |
| 15 settembre 2012 | Herlev   | Nationalligaen | Wild Card            | Herlev Rebels - AaB 89ers                        | 35 - 18       |
| 22 settembre 2013 | Aalborg  | Nationalligaen | Spareggio            | AaB 89ers - Odense Swans                         | 36 - 14       |
| 21 settembre 2014 | Aalborg  | Nationalligaen | Spareggio            | AaB 89ers - Odense Swans                         | 50 - 0 d.g.s. |
| 20 settembre 2015 | Slagelse | Danmarksserien | Wild Card            | Slagelse Wolfpack - AaB 89ers II                 | 56 - 6        |
| 3 ottobre 2015    | Aalborg  | Nationalligaen | Playout              | AaB 89ers - Copenhagen Tomahawks                 | 26 - 6        |
| 17 settembre 2016 |          | Nationalligaen | Wild Card            | AaB 89ers - Amager Demons                        | 8 - 14        |
| 16 settembre 2017 | Aalborg  | Danmarksserien | Wild Card            | AaB 89ers II/Thisted Brewers - Kolding Guardians | 12 - 58       |
| 17 settembre 2017 | Viby J   | Nationalligaen | Wild Card            | Aarhus Tigers - AaB 89ers                        | 34 - 22       |
| 29 settembre 2018 | Gentofte | Nationalligaen | Semifinale           | Copenhagen Towers - AaB 89ers                    | 49 - 18       |
| 21 settembre 2019 | Gentofte | Nationalligaen | Semifinale           | Copenhagen Towers - AaB 89ers                    | 52 - 20       |
| 9 ottobre 2021    | Vejle    | Nationalligaen | Finale 3º - 4º posto | AaB 89ers - Triangle Razorbacks                  | 48 - 40       |
| 10 settembre 2022 | Nærum    | Nationalligaen | Semifinale           | Søllerød Gold Diggers - AaB 89ers                | 51 - 30       |

## Palmarès
- 1 Campionato di 2º livello (2009)